# Белохвостая куропатка
Белохво́стая куропа́тка (лат. Lagopus leucura) — птица семейства фазановых. Это самый маленький вид белых куропаток, обитающий только в относительно ограниченной области в Скалистых горах. Различают 5 подвидов. Белохвостая куропатка отличается от родственной белой куропатки белым, а не чёрным хвостом.

## Описание
Белохвостая куропатка достигает длины от 31 до 34 см. Средний вес самцов составляет 1 300 гр. Самки значительно легче и весят в среднем 840 граммов. Телосложение неуклюжее, хвост относительно тонкий. Гребень на голове, встречающийся у обоих полов, весной ярко-красный. Клюв короткий и чёрный. Радужки тёмно-коричневые. Ноги имеют белёсое оперение.

## Распространение
Область распространения белохвостой куропатки — это запад Северной Америки от Центральной Аляски и Юкона через Скалистые горы и побережье Британской Колумбии до американских штатов Вашингтон и Монтана, Вайоминг, Колорадо и Нью-Мексико. Интродуцированные популяции этого вида встречаются также в Калифорнии, Колорадо, Нью-Мексико, Орегоне и Юте. Область распространения белохвостой куропатки частично перекрывается с белой куропаткой. Это единственный вид, который встречается к югу от канадской границы. Встречается почти исключительно в альпийской тундре на возвышенностях. В Скалистых горах вид встречается преимущественно выше границы лесов. Наличие ив и ясеней в значительной мере определяет распространение. Зимой птица питается цветочными серёжками этих видов, а также берёзовыми серёжками.

## Образ жизни
Белохвостые куропатки живут преимущественно в парах или свободных стаях. В период размножения они встречаются почти исключительно в парах. Оба пола защищают в это время свой гнездовой участок. Период размножения начинается с позднего апреля. Самка откладывает яйца с конца мая по июль и затем в одиночку высиживает их от 24 до 26 дней.